# Тарасюк, Владимир Владимирович
Владимир Владимирович Тарасюк (род. 23 ноября 1966, Киев) — украинский стилист, основатель группы компаний VT Holding, многократный победитель международных конкурсов и чемпионатов, член британского клуба Alternative Hair Club.

## Биография
Родился и вырос в Киеве, учился в столичном техникуме бытового обслуживания, специальность парикмахер-модельер. Был учеником стилиста Вячеслава Дюденко.
В 1994 году Тарасюк открыл свой первый салон Vladimir Tarasyuk hair studio, который со временем превратился в международную группу компаний VT Holding, которая стала управлять сетью из восьми студий причесок VT Style salon & store, академией парикмахерского искусства VT Academy, стал выпускать журналы Scissors и VT Style, косметику для волос T-Lab и оборудование для парикмахерских VT Professional.
В 1996 году принимал участие в международных парикмахерских конкурсах, проходивших в Риге под эгидой косметической компании Londa. После чего четыре года подряд становился их победителем.
Позже стал считаться одним из самых знаменитых и состоятельных стилистов Украины — в студии причесок «Владимир Тарасюк» создавали сценические образы Ирина Билык, Андрей Данилко, участники групп «Океан Эльзы», «Друга Ріка», «НеАнгелы».

## Семья
- Бывшая жена - Ляля Фонарёва (1973) - парикмахер-стилист, была позже женой Святослава Вакарчука, дочь - Диана (1993)